# Army Men: RTS
Army Men: RTS (в российской локализации Вояки: RTS) — компьютерная игра в жанре стратегии реального времени, разработанная Pandemic Studios для платформ: ПК (Windows), PS2, GameCube. В игре человек управляет игрушечными солдатиками. Главными ресурсами являются пластмасса и батарейки.

## Сюжет
Сержант прибывает в штаб и узнаёт, что бывший соратник, полковник Блинтц (Blintz), после полученного ранения в голову перешёл на сторону «коричневых». Бывшие братья по оружию вместе с полковником удерживают дом. Основной задачей становится освобождение дома и уничтожение полковника.

## Игровой процесс
Army Men: RTS — стратегия в реальном времени, аналогичная серии Command & Conquer, игрок строит базы и тренирует (в данном случае выплавляет) солдат. Основные строительные материалы: пластмасса и энергия, добываемые из бытовых предметов. После уничтожения боевой единицы, на её месте остается капля пластмассы, которую можно опять же использовать в строительстве, энергия — конечный ресурс.
Врагом выступают такие же бойцы, как и под управлением игрока, но окрашенные в коричневый цвет. В многопользовательской игре цвет можно выбрать самостоятельно. Также среди врагов встречаются тараканы и муравьи, после уничтожения которых ресурсы не остаются.

### Многопользовательская игра
Режим многопользовательской игры доступен только на персональных компьютерах и поддерживает до 8 игроков.

## Отзывы
| Сводный рейтинг       | Сводный рейтинг | Сводный рейтинг | Сводный рейтинг |
| Издание               | Оценка          | Оценка          | Оценка          |
| Издание               | GC              | PC              | PS2             |
| --------------------- | --------------- | --------------- | --------------- |
| GameRankings          | 59,50 %         | 66,12 %         | 72,85 %         |
| Metacritic            |                 | 67/100          | 68/100          |
| Иноязычные издания    |                 |                 |                 |
| Издание               | Оценка          | Оценка          | Оценка          |
| Издание               | GC              | PC              | PS2             |
| GamePro               |                 |                 | 50/100          |
| GameSpot              | 6,9/10          | 7,1/10          | 7,8/10          |
| GameSpy               |                 | 72/100          |                 |
| IGN                   |                 | 7,7/10          | 5,4/10          |
| PC Gamer (UK)         |                 | 57/100          |                 |
| Русскоязычные издания |                 |                 |                 |
| Издание               | Оценка          | Оценка          | Оценка          |
| Издание               | GC              | PC              | PS2             |
| Absolute Games        |                 | 60 %            |                 |
| «Страна игр»          |                 | 6,0/10          |                 |

Средний балл на Metacritic составляет 67 из 100 (14 обзоров) для ПК и 68 из 100 (9 обзоров) для PS2. На сайте Absolute Games игра получила оценку 60 % (по состоянию на июнь 2012 года)